# ميكا (فنان)
ميكا (بالإنجليزية: Mika Penniman)‏ (بالإنجليزية: Mika) اسمه الحقيقي مايكل بينيمان (18 أغسطس 1983 في بيروت) هو مغني وملحن ومنتج لبناني - بريطاني ومقيم في لندن، المملكة المتحدة. عاش حياته في المملكة المتحدة بدأ مشواره الفني بلون مختلف وخاص في عام 2007 لينطلق إلى العالمية بطريقة غريبة مع أغنيته الثانية "Grace Kelly".
وصل ألبومه الأول إلى المركز الأول في جميع الدول الأوربية هذا إضافة إلى أن السنغل والألبوم الخاص به وصلا إلى قائمة أفضل مبيعات ألبومات وأغان منفردة عالمية باسم «يونايتد وورلد تشارت أطلق أغنية لاقت نجاحا كبيرا بعنوان بوبلر أي مشهور وذلك كديوتو مع اريانا غراندي».

## حياته
ولد ميكا في بيروت بلبنان لأم لبنانية سورية وأب أمريكي، وهو الثالث من مجموع خمسة أطفال، في منتصف الثمانينات من القرن الماضي ذهب مع عائلته من لبنان إلى باريس أولا ثم لندن فيما بعد، كان ميكا يعاني من مشاكل في المدرسة وذلك بسبب مضايقات زملائه له في القسم، ولذلك قامت والدته بتدريسه في المنزل لمدة عام، وفي هذه الأثناء بدأت ميول واهتمامات ميكا للموسيقى، عند بلوغه سن 19 ترك بيت والديه لمواصلة دراسته في الجيولوجيا بكلية لندن للاقتصاد.

## وصلات خارجية
- ميكا على موقع IMDb (الإنجليزية)
- ميكا على موقع مونزينجر (الألمانية)
- ميكا على موقع ميوزك برينز (الإنجليزية)
- ميكا على موقع إن إن دي بي (الإنجليزية)
- ميكا على موقع أول ميوزيك (الإنجليزية)
- ميكا على موقع ديسكوغز (الإنجليزية)
- ميكا على موقع ديسكوغز (الإنجليزية)
- ميكا على موقع قاعدة بيانات الفيلم (الإنجليزية)
- موقع ميكا الرسمي